# Noyal-sur-Vilaine
Noyal-sur-Vilaine település Franciaországban, Ille-et-Vilaine megyében. Lakosainak száma 6250 fő (2022. január 1.). Noyal-sur-Vilaine Acigné, Brécé, Cesson-Sévigné, Domagné, Domloup, Servon-sur-Vilaine és Châteaugiron községekkel határos.

## Népesség
A település népességének változása:
| Lakosok száma | 2860 | 3841 | 4089 | 4899 | 5590 | 5820 | 6008 | 6133 | 6131 | 6250 |
|               | 1968 | 1982 | 1990 | 2006 | 2013 | 2015 | 2017 | 2019 | 2020 | 2022 |